# 天主教弗赖堡总教区
天主教弗赖堡總教區（拉丁語：Archidioecesis Friburgensis）是羅馬天主教在德國巴登-符騰堡州設立的一個總教區。包括前巴登和霍亨索倫。弗赖堡總教區總主教又負責監管美因茨教區和天主教罗滕堡-斯图加特教区。

## 現況
總教區主教座堂設在弗赖堡主教座堂。2011年，有教友1,984,900人，佔轄區總人口41.6%、1,070個堂區、1,147名司鐸、243名執事、275名修士、1,591名修女。現任總主教為斯德望·布爾格爾，輔理主教為伯多祿·比爾克霍費爾和克里斯蒂安·維爾茨，榮休總主教為羅勃·措利奇，榮休輔理主教為保祿·費德廉·韋爾萊、賴內爾·克盧格和伯爾納鐸·若亞敬·烏爾。

## 歷史
1821年，弗赖堡總教區由康斯坦茨教區以及美因茨教區、斯特拉斯堡教區、沃爾姆斯教區和維爾茨堡教區的一部分組建而成。1827年，弗赖堡Bernhard Boll神父成為首任主教。今天，弗赖堡總教區堂區有所合併，但沒有關閉教堂。

## 主保圣人
- 圣母
- 康斯坦茨的康拉德（康斯坦茨主教）
- 康斯坦茨的Gebhard（康斯坦茨主教）